# Homaliodendron semperianum
Homaliodendron semperianum là một loài rêu trong họ Neckeraceae. Loài này được (Hampe) Broth. mô tả khoa học đầu tiên năm 1925.